# Specialagent Oso
Specialagent Oso är en TV-serie från 2009 till 2012 på Disney Junior (före detta Playhouse Disney) av Ford Riley. 
Oso är en gul panda som hjälper barn runt om i världen med vardagliga sysslor.
I varje avsnitt får Oso en idé medan han hjälper någon. Efter att han har hjälpt henne/honom med sysslorna och slutfört sin utbildning, får Oso en utbildningsmedalj och en digimedalj.

## Säsong 1
Till mormor med kärlek/Guld blomma

## Svenska röster
- Victor Segell - Oso
- Emma Lewin - Tass-top
- Urban Wrethagen - Kapten Dos
- Henrik Ståhl - Pellekopter
- Claudia Galli - Dotty
- Jonas Kruse - Vargas